# Een echte Vitalko
Een echte Vitalko is het 109de stripverhaal van De Kiekeboes. De reeks wordt getekend door striptekenaar Merho. Het album verscheen in mei 2006.

## Verhaal
Als voorzitter van de gepensioneerdenbond moet nonkel Vital meedoen aan de jaarlijkse tentoonstelling in het parochiezaaltje van Mestwalle. Hij heeft snel een aantal vogelverschrikkers in elkaar geknutseld. Maar die vogelverschrikkers krijgen plots een heel andere allure, wanneer de grote Amerikaanse kunstkenner Bud Weiser in het parochiezaaltje belandt doordat zijn auto zonder benzine valt. Hij gaat hulp zoeken in het parochiezaaltje en ziet de vogelverschrikkers van nonkel Vital staan. Hij is onder de indruk en wil hem als kunstenaar in New York lanceren, onder de artiestennaam Vitalko. Maar niet iedereen is gelukkig met die expositie...

## Culturele verwijzingen
- Het dorp "Mestwalle" is een anagram op het Vlaamse dorp Westmalle.
- De schilder "Vitalko" verwijst naar de Belgische schrijver en acteur Vitalski met wie Merho goed bevriend is.
- De Amerikaanse kunstkenner Bud Weiser is een woordspeling op het biermerk Budweiser. Dezelfde naam kwam ook al voor in Haaiman, maar het ging toen om een ander personage, meer bepaald een presentator.
- In strook 31 verkleden Balthazar en zijn handlanger zich als rabbijnen. De handlanger merkt op: "Ik voel me net alsof ik in een oude film met Louis de Funès rondloop." Dit is een verwijzing naar de klassieker Les Aventures de Rabbi Jacob (1973), waarin De Funès door een gangster ook wordt gedwongen zich als een rabbijn te verkleden.